# NGC 5989
NGC 5989 est une galaxie spirale située dans la constellation du Dragon. Sa vitesse par rapport au fond diffus cosmologique est de (2 890 ± 6 km/s), ce qui correspond à une distance de Hubble de 42,6 ± 3,0 Mpc (∼139 millions d'al). NGC 5989 a été découverte par l'astronome germano-britannique William Herschel en 1788.
La classe de luminosité de NGC 5989 est III-IV et elle présente une large raie HI.

## Groupe de NGC 5985
Selon Abraham Mahtessian, NGC 5989 fait partie du groupe de NGC 5985. Ce groupe de galaxies compte au moins cinq membres. Les quatre autres galaxies du groupe sont NGC 5981, NGC 5982, NGC 5985 et NGC 5987.
A. M. Garcia mentionne aussi le groupe de NGC 5985, mais la galaxie NGC 5981 n'apparaît pas sur sa liste.